# Olios peninsulanus
Olios peninsulanus är en spindelart som beskrevs av Banks 1898. Olios peninsulanus ingår i släktet Olios och familjen jättekrabbspindlar. Inga underarter finns listade i Catalogue of Life.